# Rozonda Thomas
Rozonda "Chilli" Thomas, född 27 februari 1971 i Atlanta, Georgia, USA, är en amerikansk sångerska och skådespelerska, medlem i gruppen, numera duon, TLC.

## Barndom
Rozonda Ocelean Thomas föddes i Atlanta, Georgia där hon gick ut B.E. Mays High School. Hennes pappa, Abdul Ali har sitt ursprung från Indien och hennes mamma, Ava Thomas har en afro-amerikansk bakgrund. Thomas uppfostrades av enbart sin mamma och via Sally Jessy Raphael talkshow  år 1996, träffade hon för första gången sin pappa. 

## Musikkarriär

### 1991–2002
1991 slöt sig Rozonda till den då nybildade R&B / Hiphop gruppen TLC och ersatte medlemmen Crystal Jones. Thomas fick smeknamnet Chilli för att gruppens namn inte skulle behöva ändras. Trion sålde fram till 2002 cirka 40 miljoner skivor och utsågs som en av de framgångsrikaste tjejgruppen i musikhistorien. 
När Lisa "Left Eye" Lopes omkom i en bilolycka 2002 bröt gruppen upp då Thomas och Watkins kände att de inte ville fortsätta. 
2009 beslöt duon dock för att börja planera ett nytt album och en möjlig världsturné. 

### 2002–framåt
Chilli började arbeta på sin första solodebut under 2001 men arbetet stagnerade allteftersom TLC samtidigt började arbeta på deras fjärde studioalbum 3D. 2006 ryktades det att Thomas hade fått skivkontrakt med Akons skivbolag Kon Live Distribution, detta avvisades sedan av henne själv, hon bekräftade dock att hon funderade på erbjudanden från flera andra skivbolag.
Det bekräftades senare att debutalbumets namn är Bi-Polar men inget release datum är ännu bestämt. Några av de ryktade producenterna för skivan är Missy Elliott, T-Pain och Tricky. 
I Tidiga april 2008, släpptes den första officiella singeln, "Dumb, Dumb, Dumb", från den kommande skivan. Inga fler singlar är hittills bekräftade att släppas inom en snar framtid lika så albumet.

## Diskografi
| Studioalbum - Kommande: Bi-Polar | Övriga album - Se: TLC, diskografi |

| Singlar - Bi-Polar: 1. Dumb, Dumb, Dumb |

## TV/film-karriär
Thomas har gästspelat i TV-serier som The Parkers, That 70s Show och Strong Medicine. År 2000 var hon med i TV-filmerna A Diva's Christmas Carol, Love song, där även Monica gästspelade, och Snow Day. 2001 hade hon en av huvudrollerna i actionfilmen Ticker, regisserad av Albert Pyun.
I juni 2009 meddelade Vh1 att Rozonda kommer att spela in en reality-serie kallad, What Chilli Wants, där tittaren får följa henne att hitta kärleken. Serien är planerad att börja sändas i amerikansk tv i mars 2010.  

## Filmografi

### TV-serier
| År   | Serie                    | Roll           | Notering          |
| ---- | ------------------------ | -------------- | ----------------- |
| 1997 | Hav Plenty               | Kris           |                   |
| 2000 | Snow Day                 | Mona           |                   |
| 2000 | Love song                | House Director |                   |
| 2000 | A Diva's Christmas Carol |                |                   |
| 2002 | TLC: Life in 3D          | Som sig själv  |                   |
| 2003 | That '70s Show           | Hot nurse      | 1 avsnitt         |
| 2004 | The Parkers              | Kai            | 1 avsnitt         |
| 2004 | Strong Medicine          | Amber Steele   | 1 avsnitt         |
| 2010 | What Chilli Wants        | Som sig själv  | 1 säsong - framåt |

### Filmer
- Ticker (2001)